# 10780 Аполлінер
10780 Аполлінер (1991 PB2, 1991 RL11, 1994 BO1, 10780 Apollinaire) — астероїд головного поясу, відкритий 2 серпня 1991 року.
Тіссеранів параметр щодо Юпітера — 3,370.